# Campeonato Mundial Sub-20 de Futsal de 2014 (AMF)
El Campeonato Mundial Sub-20 de Futsal de la AMF se disputó en Chile del 18 al 24 de octubre de 2014. El torneo fue organizado por la Asociación Chilena de Fútbol de Salón y la Asociación Mundial de Futsal (AMF). En este certamen participaron 12 selecciones nacionales y la selección autonómica de la Comunidad Autónoma de Cataluña. Su sede ha sido la ciudad de Concepción.

## Elección de la sede
Originalmente Cataluña fue escogida para ser sede del mundial.
- Cataluña

Sin embargo Cataluña desertó de la posibilidad de acoger el torneo.
Luego la AMF tuvo como opciones a las siguientes candidaturas:
- Argentina
- Chile

Los dos candidatos ofrecieron sus ciudades correspondientes. Mendoza, Argentina y Concepción, Chile y la asamblea escogió a Chile como sede del torneo, teniendo intenciones de acoger 16 selecciones nacionales pero al final decidieron que serían 12 participantes.

## Sede
La sede en la que se llevó a cabo el mundial fue en Concepción, en Chile y el estadio en el que se desarrollaron todos los partidos del torneo fue el Gimnasio Municipal de Concepción.
| Concepción | Concepción |
| ---------- | ---------- |

| Concepción                       |
| Gimnasio Municipal de Concepción |
| Capacidad: 3.500                 |
|                                  |

## Calendario
Este será el calendario de los partidos del mundial:
| FG | Fase de grupos | CF | Cuartos de final | SF | Semifinales | F | Final, 3°-4° |

| Octubre de 2014        | 18 Sáb | 19 Dom | 20 Lun | 21 Mar | 22 Mié | 23 Jue | 24 Vie     |
| ---------------------- | ------ | ------ | ------ | ------ | ------ | ------ | ---------- |
| Fase (no. de partidos) | FG (6) | FG (6) | FG (6) | CF(4)  |        | SF(2)  | F 3°-4°(2) |

## Equipos participantes
En cursiva, los equipos debutantes.
En negrita, el equipo anfitrión.
| Confederación                                                   | Selección                                | Clasificación |
| --------------------------------------------------------------- | ---------------------------------------- | ------------- |
| CSFS (Sudamérica) (6 cupos)                                     |                                          |               |
| Chile                                                           | (Anfitrión)                              |               |
| Argentina                                                       | (Campeón) Sudamericano Sub-20 2014       |               |
| Paraguay                                                        | (Subcampeón) Sudamericano Sub-20 2014    |               |
| Brasil                                                          | (Semifinalista) Sudamericano Sub-20 2014 |               |
| Uruguay                                                         | (Semifinalista) Sudamericano Sub-20 2014 |               |
| Colombia                                                        |                                          |               |
| UEFS (Europa) (2 cupos)                                         |                                          |               |
| Cataluña                                                        |                                          |               |
| Italia                                                          |                                          |               |
| CONCACFUTSAL (Norteamérica, Centroamérica y El Caribe) (1 cupo) | Canadá                                   |               |
| CONCACFUTSAL (Norteamérica, Centroamérica y El Caribe) (1 cupo) | Curazao                                  |               |
| CAFS (Asia) (2 cupos)                                           | India                                    |               |
| CAFS (Asia) (2 cupos)                                           | República de China                       |               |
| CAFUSA (África) (1 cupo)                                        | Túnez                                    |               |
| OFC (Oceanía) (1 cupo)                                          | Australia                                |               |

- Originalmente  Túnez estaba clasificado al mundial pero por razones de problemas de VISA y dinero declinó su participación y su lugar lo tomó la selección de  Uruguay a pesar de quedar eliminado en el sudamericano de futsal Sub-20 en Asunción, Paraguay.[4]

- Originalmente  Canadá estaba previamente clasificada al mundial. Sin embargo por razones desconocidas AMF a la hora de presentar a los clasificados de manera oficial no se encontraba el nombre de este seleccionado. Se cree que  Brasil tomó su lugar a pesar de quedar eliminado en el sudamericano de futsal Sub-20 en Asunción, Paraguay.[5]

## Sorteo
El sorteo se llevó a cabo en 2014 y los 12 equipos se dividieron en tres grupos de cuatro equipos, con el anfitrión Chile asignado automáticamente en la línea 1.

### Líneas
| Línea 1                  | Línea 2               | Línea 3                    | Línea 4                         |
| ------------------------ | --------------------- | -------------------------- | ------------------------------- |
| Chile Paraguay Argentina | Colombia Brasil Túnez | Australia Cataluña Curazao | Italia República de China India |

### Grupos
Tras el sorteo, los grupos quedaron de la siguiente manera:
| Grupo A                      | Grupo B                          | Grupo C                                     |
| ---------------------------- | -------------------------------- | ------------------------------------------- |
| Chile Colombia Curazao India | Argentina Brasil Cataluña Italia | Paraguay Túnez Australia República de China |

Tras la ausencia de  Túnez junto al reemplazo de  Uruguay los grupos quedaron de la siguiente manera.
| Grupo A                      | Grupo B                          | Grupo C                                       |
| ---------------------------- | -------------------------------- | --------------------------------------------- |
| Chile Colombia Curazao India | Argentina Brasil Cataluña Italia | Paraguay Uruguay Australia República de China |

## Primera fase

### Grupo A
| Grupo A  | Pts | J | G | E | P | GF | GC | Dif |
| -------- | --- | - | - | - | - | -- | -- | --- |
| Colombia | 6   | 3 | 3 | 0 | 0 | 39 | 1  | +38 |
| Chile    | 3   | 3 | 1 | 1 | 1 | 22 | 7  | +15 |
| Curazao  | 3   | 3 | 1 | 1 | 1 | 9  | 5  | +4  |
| India    | 0   | 3 | 0 | 0 | 3 | 1  | 58 | -57 |

| 18 de octubre de 2014 | Colombia | 30:0 (14:0) | India | Gimnasio Municipal de Concepción, Concepción |  |
| 13:30                 |          |             |       |                                              |  |

| 18 de octubre de 2014 | Chile | 1:1 (0:1) | Curazao | Gimnasio Municipal de Concepción, Concepción |  |
| 15:30                 |       |           |         |                                              |  |

| 19 de octubre de 2014 | India | 0:8 | Curazao | Gimnasio Municipal de Concepción, Concepción |  |
| 11:00                 |       |     |         |                                              |  |

| 19 de octubre de 2014 | Chile               | 1:5 (1:1) | Colombia                                     | Gimnasio Municipal de Concepción, Concepción |  |
| 17:00                 | Carlos Matías Muñoz | Reporte   | } Juan David Páez · John Paya · Kevin Pineda |                                              |  |

| 20 de octubre de 2014 | Curazao | 0:4 | Colombia | Gimnasio Municipal de Concepción, Concepción |  |
| 11:00                 |         |     |          |                                              |  |

| 20 de octubre de 2014 | Chile | 20:1 (10:0) | India | Gimnasio Municipal de Concepción, Concepción |  |
| 13:00                 |       |             |       |                                              |  |

### Grupo B
| Grupo B   | Pts | J | G | E | P | GF | GC | Dif |
| --------- | --- | - | - | - | - | -- | -- | --- |
| Argentina | 6   | 3 | 3 | 0 | 0 | 28 | 2  | +26 |
| Brasil    | 4   | 3 | 2 | 0 | 1 | 9  | 14 | -5  |
| Cataluña  | 2   | 3 | 1 | 0 | 2 | 10 | 11 | -1  |
| Italia    | 0   | 3 | 0 | 0 | 3 | 1  | 21 | -20 |

| 18 de octubre de 2014 | Argentina | 9:1 (3:0) | Brasil | Gimnasio Municipal de Concepción, Concepción |  |
| 17:30                 |           |           |        |                                              |  |

| 18 de octubre de 2014 | Italia | 0:5 (0:4) | Cataluña | Gimnasio Municipal de Concepción, Concepción |  |
| 18:00                 |        |           |          |                                              |  |

| 19 de octubre de 2014 | Cataluña | 1:5 | Argentina | Gimnasio Municipal de Concepción, Concepción |  |
| 13:00                 |          |     |           |                                              |  |

| 19 de octubre de 2014 | Italia | 1:2 | Brasil | Gimnasio Municipal de Concepción, Concepción |  |
| 20:30                 |        |     |        |                                              |  |

| 20 de octubre de 2014 | Brasil | 6:4 (1:2) | Cataluña | Gimnasio Municipal de Concepción, Concepción |  |
| 15:00                 |        |           |          |                                              |  |

| 20 de octubre de 2014 | Italia | 0:14 | Argentina | Gimnasio Municipal de Concepción, Concepción |  |
| 17:00                 |        |      |           |                                              |  |

### Grupo C
| Grupo C            | Pts | J | G | E | P | GF | GC | Dif |
| ------------------ | --- | - | - | - | - | -- | -- | --- |
| Paraguay           | 6   | 3 | 3 | 0 | 0 | 23 | 6  | +17 |
| Uruguay            | 4   | 3 | 2 | 0 | 1 | 11 | 7  | +4  |
| Australia          | 2   | 3 | 1 | 0 | 2 | 8  | 14 | -6  |
| República de China | 0   | 3 | 0 | 0 | 3 | 5  | 20 | -15 |

| 18 de octubre de 2014 | República de China | 1:10 (1:3) | Paraguay | Gimnasio Municipal de Concepción, Concepción |  |
| 19:30                 |                    |            |          |                                              |  |

| 18 de octubre de 2014 | Australia | 0:4 | Uruguay | Gimnasio Municipal de Concepción, Concepción |  |
| 21:30                 |           |     |         |                                              |  |

| 19 de octubre de 2014 | Australia | 3:6 | Paraguay | Gimnasio Municipal de Concepción, Concepción |  |
| 15:00                 |           |     |          |                                              |  |

| 19 de octubre de 2014 | Uruguay | 5:0 | República de China | Gimnasio Municipal de Concepción, Concepción |  |
| 19:30                 |         |     |                    |                                              |  |

| 20 de octubre de 2014 | República de China | 4:5 | Australia | Gimnasio Municipal de Concepción, Concepción |  |
| 19:30                 |                    |     |           |                                              |  |

| 20 de octubre de 2014 | Uruguay | 2:7 | Paraguay | Gimnasio Municipal de Concepción, Concepción |  |
| 21:00                 |         |     |          |                                              |  |

## Mejores terceros
Los dos mejores de los terceros puestos avanzan a la segunda ronda.
| N.º | Equipo    | Gr | Pts | J | G | E | P | GF | GC | Dif |
| --- | --------- | -- | --- | - | - | - | - | -- | -- | --- |
| 1.  | Curazao   | A  | 3   | 3 | 1 | 1 | 1 | 9  | 5  | +4  |
| 2.  | Cataluña  | B  | 2   | 3 | 1 | 0 | 2 | 10 | 11 | -1  |
| 3.  | Australia | C  | 2   | 3 | 1 | 0 | 2 | 8  | 14 | -6  |

## Fase final

### Cuadro General
|  | Cuartos de final      | Cuartos de final      |           |           | Semifinales           | Semifinales           |          |              | Final                 | Final                 |  |
|  | 21 de octubre de 2014 | 21 de octubre de 2014 |           |           | 23 de octubre de 2014 | 23 de octubre de 2014 |          |              | 24 de octubre de 2014 | 24 de octubre de 2014 |  |
|  |                       |                       |           |           |                       |                       |          |              |                       |                       |  |
|  |                       |                       |           |           |                       |                       |          |              |                       |                       |  |
|  | Colombia              | 6                     |           |           |                       |                       |          |              |                       |                       |  |
|  | Colombia              | 6                     |           |           |                       |                       |          |              |                       |                       |  |
|  | Cataluña              | 0                     |           |           |                       |                       |          |              |                       |                       |  |
|  | Cataluña              | 0                     |           | Colombia  | 1                     |                       |          |              |                       |                       |  |
|  |                       |                       |           | Colombia  | 1                     |                       |          |              |                       |                       |  |
|  |                       |                       | Paraguay  | 3         |                       |                       |          |              |                       |                       |  |
|  | Paraguay              | 10                    | Paraguay  | 3         |                       |                       |          |              |                       |                       |  |
|  | Paraguay              | 10                    |           |           |                       |                       |          |              |                       |                       |  |
|  | Curazao               | 1                     |           |           |                       |                       |          |              |                       |                       |  |
|  | Curazao               | 1                     |           |           |                       |                       |          | Paraguay     | 3                     |                       |  |
|  |                       |                       |           |           |                       |                       |          | Paraguay     | 3                     |                       |  |
|  |                       |                       | Argentina | 5         |                       |                       |          |              |                       |                       |  |
|  | Argentina             | 5                     | Argentina | 5         |                       |                       |          |              |                       |                       |  |
|  | Argentina             | 5                     |           |           |                       |                       |          |              |                       |                       |  |
|  | Uruguay               | 1                     |           |           |                       |                       |          |              |                       |                       |  |
|  | Uruguay               | 1                     |           | Argentina | 8                     |                       |          | Tercer lugar | Tercer lugar          |                       |  |
|  |                       |                       |           | Argentina | 8                     |                       |          | Tercer lugar | Tercer lugar          |                       |  |
|  |                       |                       | Chile     | 3         |                       |                       |          |              |                       |                       |  |
|  | Chile                 | 6                     | Chile     | 3         |                       |                       | Colombia | 6            |                       |                       |  |
|  | Chile                 | 6                     |           |           |                       |                       | Colombia | 6            |                       |                       |  |
|  | Brasil                | 2                     |           |           |                       |                       |          |              | Chile                 | 0                     |  |
|  | Brasil                | 2                     |           |           |                       |                       |          |              | Chile                 | 0                     |  |
|  |                       |                       |           |           |                       |                       |          |              |                       |                       |  |

### Cuartos de final
| 21 de octubre de 2014 | Colombia | 6:0 (2:0) | Cataluña | Gimnasio Municipal de Concepción, Concepción |  |

| 21 de octubre de 2014 | Paraguay | 10:1 | Curazao | Gimnasio Municipal de Concepción, Concepción |  |

| 21 de octubre de 2014 | Argentina | 5:1 | Uruguay | Gimnasio Municipal de Concepción, Concepción |  |

| 21 de octubre de 2014 | Chile | 6:2 (2:0) | Brasil | Gimnasio Municipal de Concepción, Concepción |  |
|                       |       | Reporte   |        |                                              |  |

### Semifinales
| 23 de octubre de 2014 | Colombia | 1:3 (1:1) | Paraguay | Gimnasio Municipal de Concepción, Concepción                           |  |
|                       |          |           |          | Árbitro(s): Rodrigo Pincheira ( Chile) y Horacio da Silvera ( Uruguay) |  |

| 23 de octubre de 2014 | Argentina | 8:3 (4:0) | Chile | Gimnasio Municipal de Concepción, Concepción |  |
|                       |           |           |       | Árbitro(s): Hernán Mendiola ( Paraguay)      |  |

### Tercer puesto
| 24 de octubre de 2014 | Colombia | 6:0 (3:0) | Chile | Gimnasio Municipal de Concepción, Concepción                         |  |
|                       |          |           |       | Árbitro(s): Hernán Mendiola ( Paraguay) y Darío Tonutti ( Argentina) |  |

### Final
| 24 de octubre de 2014 | Paraguay | 3:5 (1:3) | Argentina | Gimnasio Municipal de Concepción, Concepción                          |  |
|                       |          |           |           | Árbitro(s): Horacio da Silveira ( Uruguay) y Romel Garzón ( Colombia) |  |

|                               |
| Bandera de Argentina          |
| Campeón Argentina 1.er Título |

## Tabla general
| Pos. | Equipo             | Pts | J | G | E | P | GF | GC | Dif. | Rend. |
| ---- | ------------------ | --- | - | - | - | - | -- | -- | ---- | ----- |
| 1    | Argentina          | 12  | 6 | 6 | 0 | 0 | 46 | 9  | +37  | 100%  |
| 2    | Paraguay           | 10  | 6 | 5 | 0 | 1 | 39 | 13 | +26  | 83,3% |
| 3    | Colombia           | 10  | 6 | 5 | 0 | 1 | 52 | 4  | +48  | 83,3% |
| 4    | Chile              | 5   | 6 | 2 | 1 | 3 | 31 | 23 | +8   | 35,7% |
| 5    | Uruguay            | 4   | 4 | 2 | 0 | 2 | 12 | 12 | 0    | 50%   |
| 6    | Brasil             | 4   | 4 | 2 | 0 | 2 | 11 | 20 | -9   | 50%   |
| 7    | Curazao            | 3   | 4 | 1 | 1 | 2 | 10 | 15 | -5   | 37,5% |
| 8    | Cataluña           | 2   | 4 | 1 | 0 | 3 | 10 | 17 | -7   | 25%   |
| 9    | Australia          | 2   | 3 | 1 | 0 | 2 | 8  | 14 | -6   | 33,3% |
| 10   | República de China | 0   | 3 | 0 | 0 | 3 | 5  | 20 | -15  | 0%    |
| 11   | Italia             | 0   | 3 | 0 | 0 | 3 | 1  | 21 | -20  | 0%    |
| 12   | India              | 0   | 3 | 0 | 0 | 3 | 1  | 58 | -57  | 0%    |

## Premios y reconocimientos

### Goleadores
| Jugador           | Equipo   | Goles |
| ----------------- | -------- | ----- |
| Juan David Chávez | Colombia | ?     |

### Valla menos vencida
| Jugador | Selección | Goles |
| ------- | --------- | ----- |
| ?       | Colombia  | 4     |

### Mejor jugador
| Jugador      | Selección |
| ------------ | --------- |
| Edson Grazzo | Argentina |

### Selección más correcta
| Premio       | Selección |
| ------------ | --------- |
| Juego limpio | Chile     |